# Benson Boone/Diskografie
Diese Diskografie ist eine Übersicht über die musikalischen Werke des US-amerikanischen Sängers Benson Boone. Den Schallplattenauszeichnungen zufolge hat er bisher mehr als 21,8 Millionen Tonträger verkauft. Seine erfolgreichste Veröffentlichung ist die Single Beautiful Things mit über 11,8 Millionen verkauften Einheiten.

## Alben

### Studioalben
| Jahr | Titel Musiklabel                                    | Höchstplatzierung, Gesamtwochen, AuszeichnungChartplatzierungen (Jahr, Titel, Musiklabel, Platzierungen, Wochen, Auszeichnungen, Anmerkungen) | Höchstplatzierung, Gesamtwochen, AuszeichnungChartplatzierungen (Jahr, Titel, Musiklabel, Platzierungen, Wochen, Auszeichnungen, Anmerkungen) | Höchstplatzierung, Gesamtwochen, AuszeichnungChartplatzierungen (Jahr, Titel, Musiklabel, Platzierungen, Wochen, Auszeichnungen, Anmerkungen) | Höchstplatzierung, Gesamtwochen, AuszeichnungChartplatzierungen (Jahr, Titel, Musiklabel, Platzierungen, Wochen, Auszeichnungen, Anmerkungen) | Höchstplatzierung, Gesamtwochen, AuszeichnungChartplatzierungen (Jahr, Titel, Musiklabel, Platzierungen, Wochen, Auszeichnungen, Anmerkungen) | Anmerkungen                                               |
| Jahr | Titel Musiklabel                                    | DE | AT | CH | UK | US | Anmerkungen                                               |
| ---- | --------------------------------------------------- | --- | --- | --- | --- | --- | --------------------------------------------------------- |
| 2024 | Fireworks & Rollerblades Night Street Records (WMG) | DE20 (60 Wo.)DE | AT7 (20 Wo.)AT | CH6 Gold · (57 Wo.)CH | UK16 Gold · (… Wo.)UK | US6 Platin · (… Wo.)US | Erstveröffentlichung: 5. April 2024 Verkäufe: + 1.545.000 |
| 2025 | American Heart Night Street Records (WMG)           | DE5 (… Wo.)DE | AT7 (4 Wo.)AT | CH6 (… Wo.)CH | UK4 (… Wo.)UK | US2 (… Wo.)US | Erstveröffentlichung: 20. Juni 2025                       |

### EPs
| Jahr | Titel Musiklabel                         | Anmerkungen                                                          |
| ---- | ---------------------------------------- | -------------------------------------------------------------------- |
| 2022 | Walk Me Home… Night Street Records (WMG) | Erstveröffentlichung: 29. Juli 2022 · UK: Silber; Verkäufe: + 67.500 |
| 2023 | Pulse Night Street Records (WMG)         | Erstveröffentlichung: 5. Mai 2023                                    |

## Singles
| Jahr | Titel Album                                           | Höchstplatzierung, Gesamtwochen, AuszeichnungChartplatzierungen (Jahr, Titel, Album, Platzierungen, Wochen, Auszeichnungen, Anmerkungen) | Höchstplatzierung, Gesamtwochen, AuszeichnungChartplatzierungen (Jahr, Titel, Album, Platzierungen, Wochen, Auszeichnungen, Anmerkungen) | Höchstplatzierung, Gesamtwochen, AuszeichnungChartplatzierungen (Jahr, Titel, Album, Platzierungen, Wochen, Auszeichnungen, Anmerkungen) | Höchstplatzierung, Gesamtwochen, AuszeichnungChartplatzierungen (Jahr, Titel, Album, Platzierungen, Wochen, Auszeichnungen, Anmerkungen) | Höchstplatzierung, Gesamtwochen, AuszeichnungChartplatzierungen (Jahr, Titel, Album, Platzierungen, Wochen, Auszeichnungen, Anmerkungen) | Anmerkungen                                                  |
| Jahr | Titel Album                                           | DE | AT | CH | UK | US | Anmerkungen                                                  |
| --- | ----------------------------------------------------- | --- | --- | --- | --- | --- | ------------------------------------------------------------ |
| 2021 | Ghost Town Walk Me Home… • Fireworks & Rollerblades   | — | AT— GoldAT | CH76 Platin · (2 Wo.)CH | UK46 Gold · (8 Wo.)UK | US100 Platin · (1 Wo.)US | Erstveröffentlichung: 15. Oktober 2021 Verkäufe: + 2.135.000 |
| 2022 | Room for 2 Walk Me Home…                              | — | — | — | — | — | Erstveröffentlichung: 2. Februar 2022                        |
| 2022 | In the Stars Walk Me Home… • Fireworks & Rollerblades | DE— aDE | AT59 Platin · (2 Wo.)AT | CH37 Platin · (10 Wo.)CH | UK21 Platin · (15 Wo.)UK | US82 ×2Doppelplatin · (1 Wo.)US | Erstveröffentlichung: 29. April 2022 Verkäufe: + 2.753.333   |
| 2022 | Better Alone Walk Me Home…                            | — | — | — | — | — | Erstveröffentlichung: 22. Juli 2022                          |
| 2022 | Before You –                                          | — | — | — | — | — | Erstveröffentlichung: 28. Oktober 2022                       |
| 2023 | Sugar Sweet Pulse                                     | — | — | — | — | — | Erstveröffentlichung: 3. März 2023                           |
| 2023 | What Was Pulse                                        | — | — | — | — | — | Erstveröffentlichung: 14. April 2023                         |
| 2023 | To Love Someone –                                     | — | — | — | — | — | Erstveröffentlichung: 10. November 2023                      |
| 2024 | Beautiful Things Fireworks & Rollerblades             | DE1 Platin · (… Wo.)DE | AT1 ×3Dreifachplatin · (… Wo.)AT | CH1 ×4Vierfachplatin · (… Wo.)CH | UK1 ×4Vierfachplatin · (… Wo.)UK | US2 ×5Fünffachplatin · (… Wo.)US | Erstveröffentlichung: 18. Januar 2024 Verkäufe: + 11.803.333 |
| 2024 | Slow It Down Fireworks & Rollerblades                 | DE90 (2 Wo.)DE | AT27 Gold · (13 Wo.)AT | CH27 (36 Wo.)CH | UK14 Platin · (50 Wo.)UK | US32 Platin · (29 Wo.)US | Erstveröffentlichung: 21. März 2024 Verkäufe: + 2.265.000    |
| 2024 | Death Wish Love Twisters (O.S.T.)                     | — | — | — | — | — | Erstveröffentlichung: 19. Juli 2024                          |
| 2024 | Pretty Slowly Fireworks & Rollerblades                | — | — | — | UK43 Silber · (14 Wo.)UK | US86 (3 Wo.)US | Erstveröffentlichung: 15. August 2024 Verkäufe: + 200.000    |
| 2025 | Sorry I’m Here for Someone Else American Heart        | DE45 (… Wo.)DE | AT51 (3 Wo.)AT | CH49 (8 Wo.)CH | UK20 Silber · (17 Wo.)UK | US19 (… Wo.)US | Erstveröffentlichung: 27. Februar 2025 Verkäufe: + 275.000   |
| 2025 | Mystical Magical American Heart                       | DE69 (1 Wo.)DE | AT32 (… Wo.)AT | CH55 (3 Wo.)CH | UK13 Silber · (… Wo.)UK | US17 (… Wo.)US | Erstveröffentlichung: 24. April 2025 Verkäufe: + 255.000     |
| Folgende Lieder erschienen nicht als Single, wurden aber durch das Album zum Download und Streaming bereitgestellt und konnten somit eine Platzierung erlangen: |                                                       | | | | | |                                                              |
| |                                                       | | | | | |                                                              |
| 2024 | Cry Fireworks & Rollerblades                          | — | — | CH90 (1 Wo.)CH | UK55 Silber · (6 Wo.)UK | US60 Gold · (4 Wo.)US | Charteinstieg: 14. April 2024 Verkäufe: + 375.000            |
| 2025 | Mr Electric Blue American Heart                       | — | — | — | UK55 (2 Wo.)UK | US73 (1 Wo.)US | Charteinstieg: 27. Juni 2025                                 |

## Musikvideos
| Jahr | Titel            | Regie              |
| ---- | ---------------- | ------------------ |
| 2021 | Ghost Town       |                    |
| 2022 | Room for 2       |                    |
| 2022 | Better Alone     |                    |
| 2023 | Sugar Sweet      |                    |
| 2023 | Little Runaway   |                    |
| 2023 | In the Stars     |                    |
| 2024 | Beautiful Things | Matt Eastin        |
| 2024 | Slow It Down     | Matt Eastin        |
| 2024 | Pretty Slowly    | Shayden Schoonover |
| 2025 | Momma Song       | Matt Eastin        |
| 2025 | Mr Electric Blue | Matt Eastin        |

## Sonderveröffentlichungen
| Jahr | Titel Album                                                  | Anmerkungen                         |
| ---- | ------------------------------------------------------------ | ----------------------------------- |
| 2024 | Beautiful Things (Radio 1 Live Lounge) Radio 1’s Live Lounge | Erstveröffentlichung: 26. März 2024 |

| Jahr | Titel Soundtrack         | Anmerkungen                         |
| ---- | ------------------------ | ----------------------------------- |
| 2024 | Death Wish Love Twisters | Erstveröffentlichung: 19. Juli 2024 |

## Statistik

### Chartauswertung
|                     | DE    | AT    | CH    | UK    | US    |
| ------------------- | ----- | ----- | ----- | ----- | ----- |
| Nummer-eins-Alben   | DE—DE | AT—AT | CH—CH | UK—UK | US—US |
| Top-10-Alben        | DE1DE | AT1AT | CH1CH | UK1UK | US2US |
| Alben in den Charts | DE2DE | AT1AT | CH1CH | UK2UK | US2US |

|                       | DE    | AT    | CH    | UK    | US    |
| --------------------- | ----- | ----- | ----- | ----- | ----- |
| Nummer-eins-Singles   | DE1DE | AT1AT | CH1CH | UK1UK | US—US |
| Top-10-Singles        | DE1DE | AT1AT | CH1CH | UK1UK | US1US |
| Singles in den Charts | DE3DE | AT5AT | CH7CH | UK8UK | US9US |

### Auszeichnungen für Musikverkäufe
Das Lied Nights Like These (Verkäufe: + 200.000) wurde weder als Single veröffentlicht, noch konnte es sich aufgrund von Downloads oder Streaming in den Charts platzieren, dennoch erhielt es Schallplattenauszeichnungen.
| Land/RegionAuszeichnungen für Musikverkäufe (Land/Region, Auszeichnungen, Verkäufe, Quellen) | Silber     | Gold       | Platin         | Diamant     | Verkäufe   | Quellen              |
| -------------------------------------------------------------------------------------------- | ---------- | ---------- | -------------- | ----------- | ---------- | -------------------- |
| Australien (ARIA)                                                                            | —          | 2× Gold2   | 14× Platin14   | —           | 1.050.000  | aria.com.au          |
| Belgien (BRMA)                                                                               | —          | —          | 4× Platin4     | —           | 160.000    | ultratop.be          |
| Dänemark (IFPI)                                                                              | —          | Gold1      | 6× Platin6     | —           | 515.000    | ifpi.dk              |
| Deutschland (BVMI)                                                                           | —          | —          | Platin1        | —           | 600.000    | musikindustrie.de    |
| Frankreich (SNEP)                                                                            | —          | Gold1      | 3× Platin3     | 2× Diamant2 | 1.266.666  | snepmusique.com      |
| Italien (FIMI)                                                                               | —          | Gold1      | 3× Platin3     | —           | 325.000    | fimi.it              |
| Kanada (MC)                                                                                  | —          | Gold1      | 10× Platin10   | Diamant1    | 1.640.000  | musiccanada.com      |
| Mexiko (AMPROFON)                                                                            | —          | Gold1      | 2× Platin2     | —           | 350.000    | amprofon.com.mx      |
| Neuseeland (RMNZ)                                                                            | —          | 2× Gold2   | 14× Platin14   | —           | 412.500    | radioscope.co.nz NZ2 |
| Niederlande (NVPI)                                                                           | —          | Gold1      | 2× Platin2     | —           | 210.000    | nvpi.nl              |
| Norwegen (IFPI)                                                                              | —          | Gold1      | Platin1        | —           | 90.000     | ifpi.no              |
| Österreich (IFPI)                                                                            | —          | 2× Gold2   | 4× Platin4     | —           | 150.000    | ifpi.at              |
| Polen (ZPAV)                                                                                 | —          | Gold1      | 2× Platin2     | Diamant1    | 345.000    | olis.pl              |
| Portugal (AFP)                                                                               | —          | 2× Gold2   | 12× Platin12   | —           | 130.000    | Einzelnachweise      |
| Schweiz (IFPI)                                                                               | —          | Gold1      | 6× Platin6     | —           | 170.000    | hitparade.ch         |
| Spanien (Promusicae)                                                                         | —          | 2× Gold2   | 4× Platin4     | —           | 300.000    | elportaldemusica.es  |
| Vereinigte Staaten (RIAA)                                                                    | —          | Gold1      | 10× Platin10   | —           | 10.500.000 | riaa.com             |
| Vereinigtes Königreich (BPI)                                                                 | 6× Silber6 | 2× Gold2   | 6× Platin6     | —           | 5.160.000  | bpi.co.uk            |
| Insgesamt                                                                                    | 6× Silber6 | 22× Gold22 | 104× Platin104 | 4× Diamant4 |            |                      |